# Raomari
Raomari (en bengali : রৌমারী) est une upazila du Bangladesh dans le district de Kurigram. En 1991, on y dénombrait 137 040 habitants.